# RTL Spike
RTL Spike – węgierski kanał telewizyjny o charakterze rozrywkowym. Został uruchomiony w 2016 roku. W 2021 roku zakończył nadawanie, a jego miejsce zajęła stacja młodzieżowa TeenNick.